# Astragalus gilmanii
Astragalus gilmanii là một loài thực vật có hoa trong họ Đậu. Loài này được Tiderstr. miêu tả khoa học đầu tiên.